# Тофу хякучін
Тофу хякучін (яп. 豆腐百珍, Сто страв на основі тофу) — японська книга рецептів, написана під псевдонімом Ка Хітсуджін (何必 醇), видана 1782 року в Осаці в період Едо. Книга пропонує 100 рецептів приготування тофу. Її успіх був настільки великим, що наступного року було написано дві книжки-продовження з новими рецептами.

## Автор
Ка Хітсуджін є псевдонімом, тоді як справжнє ім'я автора книги, очевидно, було Содані Ґакусен (曽谷学川), він був тенкоку-ка (японським гравером на кам'яних печатках).

## Зміст книги
Книга містить 100 рецептів приготування тофу, високоякісні ілюстрації та китайські і японські есеїстичні твори про процес приготування їжі. Представлені надзвичайно різноманітні рецепти, деякі з яких використовують тофу для імітації інших продуктів, таких риба аю, молюски або морський їжак . Рецепти розподілені на шість окремих розділів за наростаючою складністю приготування
- Розділ «Прості страви» містить 26 описів простих у приготуванні щоденних сімейних страв (наприклад, старовинна форма гаммодокі, що складається із смаженого тофу, фаршированого овочами,
- Розділ «Стандартні страви» подає 10 рецептів тофу, призначених для щоденного використання, але які важче приготувати, ніж рецепти у розділі простих страв.
- Розділ для знавців описує 20 рецептів страв, смак та вигляд яких вишуканіше, ніж у попередніх розділах. Деякі страви пропонується готувати на основі білого місо, часто доступного лише в ресторанах, і набагато рідкіснішого, ніж популярне в той час коричневе або червоне місо.
- Розділ цікавих та дивовижних рецептів презентує 19 рецептів тофу. Для приготування цих страв часто використовуються незвичні способи, наприклад тофу у вигляді солодкої страви, яка нагадує сучасний десерт.
- Розділ незвичайних рецептів детально описує 18 рецептів, які є добрим компромісом між смаком та виглядом страви.
- Розділ вишуканих рецептів подає 7 рецептів, призначених для особливих шанувальників страв з тофу, які поціновують дуже тонкий смак тофу.

## Культурний вплив
Зразу після публікації книга набула шаленої популярності, тож наступного року, аби задовольнити великий попит, було опубліковано аж два продовження (Tôfu hyakuchin zokuhen та Tôfu hyakuchin yôroku), що описують загалом 230 рецептів на основі тофу. Ці книги й досі залишаються популярними й актуальними. Факсиміле було перевидано 1971 та 1974 року .
Оригінальна композиція книги рецептів, де поєднувалися есеїстичні тексти, ілюстрації та рецепти, була скопійована у багатьох наступних кулінарних книгах, таких як Тай хякучін рьорі хіміцубако (100 рецептів доради) або Каншо хякучін (100 рецептів солодкої картоплі). Слава цих книг зумовлена як рецептами, так і якістю ілюстрацій, що зображують страви, посуд, а також людей, які споживають тофу.
Книга є історичним свідченням того, що споживання тофу в період Едо було надзвичайно популярним. Водночас на прикладі тофу у книзі представлені різні техніки японської кулінарії, поширені в той час.